# Бедзекка
Бедзе́кка (итал. Bezzecca) — упразднённая коммуна в Италии, расположена  в автономной области Трентино-Альто-Адидже, подчиняется административному центру Тренто. Ныне является фракцией коммуны Ледро.
Население коммуны, на 31.12.2009 года, составляло 595 человека, плотность населения — 33,56 чел./км². Коммуна занимала площадь 17,73 км².
Почтовый индекс — 38060. Телефонный код — 0464.
Покровителем коммуны почитается святой Стефан, день его памяти ежегодно отмечается 26 декабря.

## История
Муниципалитет Бедзекка был упразднён 1 января 2010 года, с целью создания новой коммуны Ледро. Она была создана путём объединения соседних  муниципалитетов Бедзекка, Кончеи, Молина-ди-Ледро, Пьеве-ди-Ледро,Тиарно-ди-Сопра и Тиарно-ди-Сотто.

## Демография
Название жителей населённого пункта — бедзеккези (итал. bezzecchesi).
Динамика населения: